# Fabian Franciszek Pląskowski
Fabian Franciszek Pląskowski (ur. 1 lutego 1705 w Nieżywięciu, zm. 18 lutego 1784 w Chełmży) – ksiądz katolicki, doktor obojga praw, proboszcz w Sztumie, kanonik katedralny chełmiński, biskup pomocniczy diecezji chełmińskiej w latach 1750-1784.

## Życiorys
Pochodził ze średniozamożnej rodziny szlacheckiej. Jego rodzicami byli Wojciech Pląskowski herbu Oksza i Zofia z domu Kawęczyńska, podkomorzanka chełmińska, a bratem Józef Pląskowski starosta brodnicki. Święcenia kapłańskie otrzymał w 1728 z inkardynacją do diecezji chełmińskiej. W latach 1732 – 1761 był proboszczem w Sztumie. W 1750 uzyskał prowizję na urząd biskupa pomocniczego chełmińskiego. Tego samego roku otrzymał sakrę biskupią jako biskup tytularny Martyropolis. Był jednocześnie kanonikiem katedralnym chełmińskim oraz archidiakonem i oficjałem generalnym pomezańskim.
Posługę biskupią pełnił 34 lata. Na mocy dekretów papieża Benedykta XIV w 1754 koronował w Kościele Wniebowzięcia NMP w Chełmnie obraz Matki Boskiej Bolesnej, a w 1755 figurę Matki Bożej Skępskiej w Skępem. Była to druga (po Łąkach Bratiańskich) koronowana figura Matki Bożej w Polsce. Był też konsekratorem kilku kościołów diecezji. W 1756 konsekrował kościół w Sadłowie, w 1758 w Skarszewach, w 1767 w Nowej Cerkwi, a w 1780 w Zamartem.
Zmarł w 1784 w Chełmży. Pochowany w katedrze św. Trójcy w Chełmży. Postać biskupa Pląskowskiego upamiętnia niewielkie epitafium z czarnego marmuru, znajdujące się w północnej nawie katedry.